# Menaggio e Cadenabbia Golf Club
Il Menaggio e Cadenabbia Golf Club è un golf club italiano fondato nel 1907 a Menaggio in località Croce in Provincia di Como.
La realizzazione del golf club suscitò lo sdegno del parroco di Croce, don Enrico Moltrasio:

## Il percorso
Inizialmente il percorso era 9 buche, ma fu successivamente ampliato a 18; il campo fu ridisegnato nel 1965 da John Harris.

## Presidenti
Elenco parziale dei presidenti:
- 1907-1918 Henry Jonh Myluis Esq.
- 1919-1920 (carica vacante)
- 1921-1935 A. W. N.Wyatt Esq.
- 1961-1992 Antonio Roncoroni
- 1993- Vittorio Roncoroni